# Jean Mouroux
Jean Mouroux (Dijon, 1901 - ibídem, 1973) fue un teólogo católico francés. Su particular perspectiva personalista ha ejercido una notable influencia en la teología de la segunda mitad del siglo XX, especialmente en los ámbitos de la fe y de la experiencia cristiana.

## Vida
Jean Mouroux nació en Dijon (Francia) el 16 de marzo de 1901 y murió en la misma ciudad el 14 de octubre de 1973. Desarrolló la mayor parte de su vida en el Seminario de la diócesis de Dijon, en donde fue rector (1947-1956). Una grave enfermedad de corazón le impidió llevar una vida normal desde 1956.
Mouroux forma parte de todo un grupo de teólogos europeos (franceses, belgas y alemanes, en su mayor parte) que tuvieron un papel importante en la renovación de la teología católica en los decenios anteriores al Concilio Vaticano II. Todos estos autores buscaron un diálogo entre fe y cultura, entre la Iglesia y el mundo, entre cristianismo y humanismo, con el objeto de presentar el mensaje cristiano de forma más viva y abierta a las necesidades del hombre y de la sociedad de su tiempo.
Aunque no perteneció a ninguna escuela teológica o movimiento de pensamiento, y sus circunstancias personales -salud y trabajos pastorales- dificultaron su actividad exterior, Mouroux participó intensamente de los intereses y preocupaciones de los círculos teológicos de su tiempo: se relacionó con las más importantes tendencias teológicas de la época —Lyon-Fourvière y Le Saulchoir—, y forjó amistad con importantes teólogos del siglo XX pertenecientes a la que ha sido denominada la Nouvelle Théologie: Henri de Lubac, Jean Daniélou, Marie Dominique Chenu, etc. 
El papa Pablo VI le nombró perito para la última de las sesiones del Concilio Vaticano II.
Tras su muerte en Dijon, en 1973, se creó un Fondo para recoger el material biográfico y bibliográfico relativas al teólogo. Los Fonds Jean Mouroux se encuentran en la Biblioteca Diocesana "Chanoine Bardy" de Dijon.

## Teología
La teología de Mouroux es una reflexión sobre la experiencia del encuentro del hombre con Dios en la fe, realizada desde una perspectiva personalista. La llamada de Dios al hombre en Jesucristo implica una respuesta personal que compromete la existencia humana.
Cuatro grandes temas teológicos articulan su pensamiento: la persona humana, la fe, la experiencia cristiana y el misterio del tiempo.

## Obras
El teólogo de Dijon escribió ocho libros y más de setenta artículos o colaboraciones. 
Libros
- Sens chrétien de l’hômme, 1945.

- Je crois en Toi, 1949.

- L’expérience chrétienne, 1952.

- Du baptême à l’acte de foi, 1953.

- Le Mystère du Temps. Approche théologique, 1962.

- La liberté chrétienne, 1966.

- À travers le monde de la foi, 1968.

- Faites ceci en mémoire de moi, 1970.